# سیارک ۹۶۰۸۶
سیارک ۹۶۰۸۶ (به انگلیسی: 96086 Toscanos، نامگذاری:1006T-2) نود و شش هزار و هشتاد و ششمین سیارک کشف شده‌است که در ۲۹ سپتامبر ۱۹۷۳ کشف شد.